# Franz Mühlstein
Franz Mühlstein, avstrijski sodnik in mariborski župan (Bürgermeister), * (?), † (?) Gradec.

## Življenjepis
Mariborski župan je bil v letu 1814 do leta 1816, nato pa se je preselil v Gradec in deloval kot sodnik za krvne delikte.

## Vir
- Maribor: njegova okolica, prebivalci in zgodovina / Rudolf Gustav Puff; prevedel Franc Vogelnik. Maribor: Založba Obzorja, 1999 (str.282).

| Predhodnik: Karl Kuglmayer | Mariborski župan 1814 – 1816 | Naslednik: Vincenc Tautscher |

| Stub icon | Ta članek o pravniku je škrbina. Pomagajte Wikipediji in ga razširite. |